# Lygropia chrysozonalis
Lygropia chrysozonalis là một loài bướm đêm trong họ Crambidae.